# Mihail Jora
Mihail Jora (n. 2 august 1891, Roman, România – d. 10 mai 1971, București, România) a fost un muzician, compozitor și dirijor român, membru titular (1955) al Academiei Române.
Mihail Jora a fost profesor și rector al Academiei Regale de Muzică din București.

## Biografie

### Copilărie și tinerețe
Mihail Jora s-a născut în 1891 în orașul Roman în Județul Neamț din România, ca fiu al unei vechi familii de aristocrați români cu conexiuni  armenești din partea mamei, proprietari de pământuri. Familia este menționată în documente moldovenești încă în anul 1392. El a fost văr cu Maruca Cantacuzino, soția lui George Enescu. Și-a început educația muzicală cu mama sa, care era absolventă a Conservatorului din Dresda.
De la vârsta de 10 ani, în anii 1901-1909 a început să învețe pianul la Iași cu Eduard Meissner și apoi, în anii 1909-1912, cu Hélène André.
În 1909-1911 Jora a studiat la Conservatorul din Iași teoria muzicii și solfegiu cu Sofia Teodoreanu și armonia cu Alexandru Zirra.

### Studii și alte evenimente
În continuare Jora s-a perfecționat la Leipzig cu profesori precum Robert Teichmiller (pianul), Stefan Krehl (armonia, contrapunctul, compoziția), Hoffmann (orchestrația), Hans Sitt (dirijat) și Max Reger (compoziția)
Izbucnirea Primului Război Mondial l-a silit să-și întrerupă studiile în Germania .La întoarcerea în patrie i s-a decernat Premiul George Enescu pentru compoziție. În 1916, anul intrării Romaniei în război, Jora s-a înrolat în armată, iar în octombrie 1916 a fost rănit și și-a pierdut un picior. Vreme de doi ani a petrecut în sanatoriu pentru reabilitare. După terminarea războiului, în anii 1919-1920 și-a finalizat studiile muzicale la Conservatorul din Paris, unde a fost elevul lui Florent Schmitt.  
Jora s-a casatorit cu Elena (Lily) Gafencu, sora lui Grigore Gafencu, care in anii 1938-1939 a fost ministrul de externe al României, și în 1940-1941 legat al României la Moscova.

### În sfera muzicală din România
În 1920, Mihail Jora s-a numărat printre fondatorii Societății Compozitorilor Români. Ulterior, în anii 1940-1948 a fost vicepreședintele Societății. În anii 1928-1933 a stat în fruntea secției de muzică a Radiodifuziunii române. În 1930-1948 și 1954-1961 Jora a fost profesor de compoziție și contrapunct la Conservatorul din București. În aceasta calitate a educat o întreagă pleiadă de compozitori.
În 1941-1947 a fost rectorul Conservatorului din București. Din 1961 și până la moarte a fost profesor consilier (titlu echivalent cu cel de profesor emerit).
În anii 1931-1945 Jora a fost și consilier artistic al Filarmonicii din București, iar în anii 1931-1944 și al Operei din București. Ca dirijor și pianist a efectuat turnee de concerte și recitaluri pe cuprinsul României. Ca artist compozitor și ca critic muzical a fost onorat cu distincții în patrie și în străinătate. Jora a scris, între altele, despre creația lui George Enescu, a lui Marțian Negrea și a altor muzicieni romani.
La 30 noiembrie 1928, la o lună după inaugurarea Radiodifuziunii naționale din București, Mihail Jora a inuagurat și a dirijat o serie de concerte simfonice în transmisiune directă, cu un repertoriu cuprinzând lucrări de Haydn și Mozart.
Deși a preferat, în general, să nu se amestece în politică și a îndeplinit funcții înalte în domeniul muzical și în timpul dictaturilor regală și antonesciană, Jora nu pregetat de a încerca să intervină în favoarea unor artiști și colegi prigoniți. În anii 1940, împreună cu George Enescu, Mihai Andricu, și Constantin Brăiloiu, s-a adresat ministrului de interne cerând eliberarea din Lagărul de la Târgu Jiu a compozitorului comunist, de origine armeană și evreiască Matei Socor.
Creația sa cuprinde balete (printre care „Curtea veche”, „La piață”, „Când strugurii se coc” și „Întoarcerea din adâncuri”), suita simfonică „Priveliști moldovenești” (suită în patru părți, care are la bază un motiv melodic din folclor: „Pe malul Tazlăului”, „La joc”, „Grâu sub soare”, „Alai țigănesc”), poemul simfonic „Poveste indică”, „Burlesca” pentru orchestră, „Simfonia în do”, „Balada pentru bariton și orchestră”, lucrări de muzică de cameră (printre care „Cvartetul de coarde”) ș.a.

### Liedul românesc
Este unul dintre cei mai de seamă reprezentanți ai liedului în muzica românească. De remarcat faptul că și-a numit cele peste o sută de partituri de gen Cântece, tocmai pentru a sugera caracterul românesc și particularitățile specifice care despart aceste lucrări de tradiția liedului german, reprezentat în special de compozițiile lui Schubert, Schumann și Brahms.
El a compus, pe versuri ale marilor poeți români, numeroase lucrări de acest gen, care se disting prin expresia lor originală. Creațiile lui Jora se caracterizează prin conținutul lor de viață bogat și variat. Unele lucrări ale sale sunt străbătute de o undă de umor și ironie. Opera lui Jora se remarcă prin măiestria interpretării elementelor melodice și ritmice, specifice cântecului popular. A fost printre primii compozitori care au întrezărit virtuțile artistice ale baletului.

## Moștenire
În afara creației sale, Jora s-a dedicat unei activități pedagogice prodigioase. Între elevii săi se numără:
Paul Constantinescu, Dinu Lipatti, Alfred Mendelsohn, Ion Dumitrescu, Leon Klepper, Pascal Bentoiu, Mircea Chiriac, Dan Constantinescu, Octavian Nemescu, Georghe Costinescu, Ștefan Niculescu, Ștefan Zorzor, Francis Chagrin (Al.Paucker), Dan Grigore și alții.

## Premii și onoruri
- 1915 - Premiul George Enescu pentru compoziție
- 1937 - Medalia de aur a Expoziției Universale de la Paris
- 1948 - Ales membru al Institutului „Max Reger” din Bonn.
- 1953 - Premiul de Stat pentru baletul „Când strugurii se coc” și Sonata pentru vioară și pian
- 1955 – titlul de Maestru Emerit al Artei din Republica Populară Romînă „pentru merite deosebite în domeniul creației muzicale”[10]
- 2 iulie 1955 - Membru în Academia Română (atunci - Academia Republicii Populare Romîne)
- 1959 – Ordinul „Steaua Republicii Populare Romîne” clasa a III-a „pentru activitate rodnică în dezvoltarea științei și culturii din Republica Populară Romînă”[11]
- 1962 - Membru al Asociației Prietenilor Arhivei Internaționale de Documentare Muzicala din Viena
- 1962 – titlul de „Profesor Emerit al Republicii Populare Romîne” „pentru activitatea îndelungată, contribuție în dezvoltarea științei și merite deosebite în dezvoltarea învățămîntului superior”[12]
- 1964 – titlul de Artist al Poporului din Republica Populară Romînă „pentru merite deosebite în activitatea desfășurată în domeniul teatrului, muzicii, artelor plastice și cinematografiei”[13]
- 1966 – Ordinul „Meritul Cultural” clasa I „pentru merite deosebite în activitatea literară, artistică și de răspîndire a culturii naționale, cu prilejul Centenarului Academiei Republicii Socialiste România”[14]
- 1969 – Premiul Herder
- 1971 – titlul de Erou al Muncii Socialiste și medalia de aur „Secera și ciocanul” „cu prilejul aniversării a 50 de ani de la constituirea Partidului Comunist Român, [...] pentru merite deosebite în domeniul științei, artei și culturii”[15]
- Cetățean de onoare al orașului Roman

## In memoriam
- Uniunea Criticilor Muzicali organizează anual la București "Concursul Național de Interpretare Muzicală Mihail Jora".
- Numele Mihail Jora îl poartă și Studioul de Concerte al Palatului Radio, cea mai mare sală de concerte simfonice și corale din România (1000 de locuri).
- 1991 - Filarmonica din Bacău i-a primit numele
- La Roman s-a organizat un concurs Mihail Jora de interpretare și compoziție pentru tinere talente[16]
- Fundația Mihail Jora acordă premii pentru interpretarea de lieduri
- Pe casa părintească din Roman s-a așezat o placă memorială